# مركز لانغلي البحثي
مركز لانغلي البحثي (بالإنجليزية: Langley Research Center)‏ هو أقدم موقع أبحاث لناسا يقع في هامبتون، فيرجينيا.

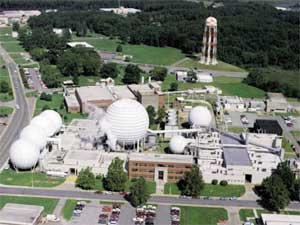
مركز لانغلي البحثي